# Yponomeuta
 (novembre 2018).
Si vous disposez d'ouvrages ou d'articles de référence ou si vous connaissez des sites web de qualité traitant du thème abordé ici, merci de compléter l'article en donnant les références utiles à sa vérifiabilité et en les liant à la section « Notes et références ».
Genre
Yponomeuta (les Yponomeutes ou Hyponomeutes) est un genre de petits lépidoptères (papillons) parfois dits « teignes », appartenant à la famille des Yponomeutidae. Ce genre regroupe environ 1 000 espèces décrites dans le monde, dont une dizaine seulement en Europe.

## Identification
Les ailes blanchâtres sont mouchetées de noir.
Cette robe « en hermine » est caractéristique du genre Yponomeuta, mais ces points ne sont pas tout à fait répartis de la même manière chez les individus d'une même espèce, ni d'ailleurs symétriquement disposés sur les deux ailes d'un même individu. Ils ne sont donc que des caractères secondaires pour l'identification des espèces (sauf pour deux espèces qui présentent un point noir nettement plus gros).
Presque toutes les espèces de ce genre se ressemblent tant qu'il est impossible de les distinguer physiquement autrement que par l'observation au microscope de leurs genitalia (organes génitaux). Certaines peuvent être différenciées au stade chenille, pupe ou imago en train de naître grâce à leur plante-hôte qui est spécifique.

## Biologie
Les femelles, une fois fécondées, pondent de petits tas d'une cinquantaine d'œufs minuscules  qu'elles collent sur les branches de leur espèce-hôte.
1. 3 à 4 semaines plus tard, des chenilles minuscules sortent des œufs. Elles passeront par 5 stades larvaires.
2. Hibernation sous un bouclier de protection brunâtre.
3. Au printemps (fin avril, début mai) ces jeunes larves quittent ce bouclier et commencent à manger les jeunes feuilles et bourgeons. Elles tissent des voiles pour se protéger et peuvent se laisser descendre suspendues à un fil de soie. Ces toiles se développent et peuvent parfois complètement recouvrir un arbre adulte, qui peut être totalement défolié.
4. À environ 20 mm, alors que 80 % à 100 % du feuillage est dévoré la larve forme un cocon
5. Les Yponomeutes adultes émergent du milieu à la fin de l'été (ou plus précocement depuis quelques décennies en raison probablement d'un réchauffement climatique qui a induit un débourrage plus précoce des feuilles).

## Génétique
Pour des raisons encore mal comprises, les espèces de ce genre semblent n'intégrer qu'une diversité génétique assez faible, peut-être en raison de populations localement importantes, mais isolées,, ou pour des raisons au moins en partie phéromonales ?

## Défoliations
Outre le saule pour une seule espèce, les hyponomeutes attaquent principalement des arbustes et quelques espèces d'arbres fruitiers.
Bien que l'entoilement des arbustes soit spectaculaire, les arbres touchés ne subissent généralement qu'une inhibition momentanée de croissance (fin avril/mai), sans grandes répercussions économiques. Les dégâts apparents, qui inquiètent les propriétaires ou riverains d'arbres « attaqués », sont surtout esthétiques.

## Espèces rencontrées en Europe avec espèce-hôte correspondante
- Yponomeuta cagnagella (Hübner, 1813) ; espèce-hôte : fusain d'Europe ou parfois Bourdaine (Frangula alnus), ou Prunellier (Prunus spinosa)
- Yponomeuta evonymella (Linnaeus, 1758) ; espèce-hôte : merisier à grappes, ou cerisiers ou sorbiers dont Sorbus aucuparia
- Yponomeuta gigas      (Rebel, 1892) ; espèce-hôte : Peupliers et notamment Populus alba.
- Yponomeuta irrorella  (Hübner, 1796) ; espèce-hôte : fusain d’Europe
- Yponomeuta mahalebella (Guénée, 1845) ; espèce-hôte : faux merisier
- Yponomeuta malinellus (Zeller, 1838) ; espèce-hôte : pommiers (Malus sp.) et poiriers
- Yponomeuta padella    (Linnaeus, 1758) ; espèce-hôte : quetschier, merisier, sorbier des oiseleurs, aubépine noire (Crataegus douglasii) et aubépine blanche et plusieurs espèces de Rosacées)
- Yponomeuta plumbella  (Denis & Schiffermüller, 1775) ; espèce-hôte : fusain d’Europe (et parfois certaines espèces de rosacées[7] ?)
- Yponomeuta rorrella   (Hübner, 1796) ; espèce-hôte : saules (notamment Salix alba en Europe et plus particulièrement en Roumanie) et peupliers (en Russie notamment[8])
- Yponomeuta sedella  (Treitschke, 1832) (=  Yponomeuta vigintipunctatus ) : « Hyponomeute de l'Orpin » à la couleur crème clair et sans points aux extrémités des ailes, dont la chenille mange des orpins ; espèce-hôte : Orpins, grand orpin principalement (Sedum telephium).

Des risques de confusion existent pour les imagos ou chenilles de toutes ces espèces.

## Ennemis et moyens de lutte
Le caractère grégaire de cette espèce l'expose à une régulation rapide par divers microbes ou insectes prédateurs attirés par leur odeur.
Plusieurs phénomènes peuvent combiner leurs effets :
- des épidémies virales[10]; 
Les chenilles y sont particulièrement exposées durant le 5e stade larvaire où elles sont le plus mobiles. Celles qui sont malades contaminent à leur tour une part importante de la population de la colonie quand elles se déplacent dans la toile ou via leurs excréments ou via des exsudats riches en virions contaminants ;
- des infections bactériennes ou fongiques ; 
elles apparaissent surtout après de fortes pluies (ou simplement en cas d'hygrométrie élevée)[10] ;
- des attaques de nématodes (et acariens ?),
- des parasitoses ; par divers parasitoïdes et insectes entomophages ; 
L'ichneumon Herpestomus brunnicornis parasite les larves et nymphes en entrant dans leur cocon, car sa tarière est trop courte pour le pénétrer directement ainsi que la chrysalide)[10], 
Diadegma armillatum parasite les jeunes chenilles (larve et pré-nymphe), l'ichneumon Itoplectis maculator parasite les nymphes uniquement. Les mouches tachinaires (Tachinidae) parasitent les chenilles matures[10]. 
Des chalcidiens (Chalcidoidea) sont aussi des hyperparasites, qui défendent les parasites des hyponomeutes, évitant  que les colonies soient totalement décimées par les parasites.
Ageniaspis fuscicollis parasite les pontes (un seul de ses œufs, grâce au phénomène de polyembryonie produit jusqu'à 80 individus)[10].
Quelques brachidiens parasitent aussi parfois des hyponomeutes.
- les attaques de divers prédateurs 
Le perce-oreille (Forficula auricularia) ou la larve de Chrysope (Chrysoperla carnea) mangent les œufs d'Yponomeutes[10]. 
Dans certaines régions, certaines espèces de fourmis attaquent les chrysalides, au point de parfois emporter la presque totalité des nymphes d'Yponomeutes[10] ; 
Une mouche (Agria mamillata) est une prédatrice naturelle des hyponomeutes :  chacune de ses larves consomme 5 à 8 chrysalides d'Ypomoneute pour se nourrir.

...Ceci explique que les pullulations, pour impressionnantes qu'elles soient, ne durent rarement plus de quelques semaines, le temps qu'il faut aux microbes et prédateurs pour repérer une colonie et l'infecter ou y pondre leurs œufs.